# Югомашевское нефтяное месторождение
 Югомашевское нефтяное месторождение открыто в 1958 году. Площадь месторождения 22,7 тыс. га. Расположено на территории. Янаульского и Татышлинского районов РБ.
Месторождение приурочено к  краевой северной части Башкирского свода. Нефтеносные отложения каширского, верейского горизонтов, башкирского яруса среднего карбона, турнейского яруса нижнего карбона,  фяменского яруса,  кыновского, пашийского, муллинского горизонтов верхнего и среднего девона.
Основные запасы сосредоточены в песчаниках терригеновой толщи нижнего карбона. 
Глубина залегания нефти от 780 до 1830 метров. 
Нефть тяжёлая  (плотность 0.866-0.935 г/см3),  высоковязкая (до 59 Мпа*с). 
Месторождение открыто в 1958 году, введено в разработку в 1966 году.  Уровень годовой добычи нефти по Югомашевскому месторождению достиг максимального значения в 1989 году  (505 тыс. т).
Разработчики месторождения: НГДУ «Арланнефть», АНК «Башнефть».  В качестве сырья используется на предприятии «Газпром нефтехим Салават» с 60-х годов.   